# إيرو سارينين
ايرو سارينين (بالفنلندية: Eero Saarinen)‏ كان مهندس معماري أمريكي ذو أصول فلندية، و مصمم صناعي بارز لأعماله ذات الطابع المستقبلي الجديد[1]

## سيرة ذاتية
ايرو سارينين هو ابن المهندس المعماري ذو الصيت البارز إلييل سآرينن. هاجرا للولايات المتحدة عام 1923م، عندما كان ايرو في الثالثة عشر. ترعرع في بلومفيلد هيلز. وكان والده في ذلك الوقت مدرس وعميد في أكاديمية كرانبروك للفنون، ودرس ايرو دورات في النحت و تصميم الأثاث هناك. وكانت تجمعه علاقة صداقة مع تشارلز إيمس.
في بداية سبتمبر 1929، بدأ بدراسة النحت في اكاديمية دي لا غراندي شامير في باريس، فرنسا. من بعدها توجه للدراسة في مدرسة ييل للهندسة المعمارية، حيث أكمل دراساته في عام 1934م. من بعد ذلك جال قارة أوروبا و أفريقيا الشمالية لمدة عام وعاد لمدة سنة لموطنه الأصلي فلندا. تم اعطاءه الجنسية الأمريكية في عام 1940م

## موته
توفي ايرو سارينين في آن اربور، في ولاية ميتشيغان الأمريكية، بينما كان يشرف على عملية اكمال المبنى الموسيقي الجديد لجامعة ميتشيغان للموسيقى. حيث توفي بعمر 51 عندما كان يخضع لعملية ازالة ورم سرطاني في الدماغ. الجدير بالذكر أن زوجته ألين سارينن توفت بنفس سبب وفاته. أكمل رفقائه كيفن روشي وجون دينكلو مشاريعه العشرة المتبقية بما فيهم مشروع قوس جيت واي

## روابط خارجية
- إيرو سارينين على موقع IMDb (الإنجليزية)
- إيرو سارينين على موقع الموسوعة البريطانية (الإنجليزية)
- إيرو سارينين على موقع مونزينجر (الألمانية)
- إيرو سارينين على موقع إن إن دي بي (الإنجليزية)
- إيرو سارينين على موقع ديسكوغز (الإنجليزية)